# Bernice Steadman
Bernice Steadman (Municipio de Rudyard (condado de Chippewa, Míchigan), 9 de julio de 1925-Traverse City (Míchigan), 18 de marzo de 2015) fue una aviadora y empresaria estadounidense. Steadman fue una de las 13 mujeres que hicieron los mismos tests que los astronautas del Mercury 7 en los inicios de la década de los 60. El grupo posteriormente fue conocido como el Mercury 13. De todas maneras, Steadman y las otras doce mujeres del programa no se les permitió la oportunidad de convertirse en astronautas debido a su género. Steadman, piloto profesional, posteriormente cofundó la International Women's Air & Space Museum en Ohio durante la década de los 80.

## Biografía
Bernice Trimble tuvo una infancia desgraciada. Su padre, hermanas y hermano murieron en un incendio cuando tan solo tenía un año. Trabajó en AC Spark Plug después de graduarse para sus lecciones de vuelo. Obtuvo su licencia de piloto antes que el carnet de conducir. Se convirtió en piloto de chárter y finalmente abrió su propia escuela de vuelo y compañía chárter, Trimble Aviation, con sede en Flint, Míchigan. Steadman entrenó a más de 200 hombres que finalmente se convirtieron en pilotos de aerolíneas en su escuela. Bernice Steadman se convirtió en una de las primeras mujeres en los Estados Unidos en obtener una Calificación de Transporte Aéreo (ATR), la calificación más alta que un piloto puede recibir. 
Steadman fue miembro fundador del Federal Aviation Agency's (FAA) en el comité femenino. También presidió la Comisión aeroportuaria en Ann Arbor, Míchigan. Steadman fue incluida en el Salón de la Fama de la Aviación de Míchigan en 2002 y en el Salón de la Fama de las Mujeres de Míchigan en 2003.
En 2001, Steadman publicó su propia autobiografía, "Tethered Mercury: A Pilot's Memoir: The Right Stuff — But the Wrong Sex," detallando su paso por el programa Mercury 13. Asegura que el mismísimo presidente Lyndon B. Johnson había escrito "Párenlo de inmediato" a través de un documento al enterarse del proyecto Mercury 13.
Bernice Steadman murió en su hogar en Traverse City (Míchigan) el 18 de marzo de 2015 a la edad de 89 años después de una larga batalla contra el Alzheimer. Dejó a su marido desde hace 56 años, Robert Steadman, su hermano Ray Whipple, su hijo Michael y dos nietos.